# Чемпіонат світу з футболу 2014 (кваліфікаційний раунд, КАФ)
Кваліфікаційній раунд чемпіонату світу з футболу 2014 у зоні КАФ проходив з 2011 до 2013 року і визначив учасників ЧС-2014 у Бразилії від КАФ.

## Учасники
У відбірковому турнірі брали участь 52 з 53 членів КАФ. Мавританія відмовилася від участі.
| Починали боротьбу з другого раунду | Брали участь у першому раунді |
| --- | --- |
| 1. Кот-д'Івуар (14) 2. Єгипет (34) 3. Гана (36) 4. Буркіна-Фасо (39) 5. Нігерія (43) 6. Сенегал (46) 7. ПАР (49) 8. Камерун (50) 9. Алжир (52) 10. Туніс (55) 11. Габон (60) 12. Лівія (63) 13. Марокко (63) 14. Гвінея (68) 15. Ботсвана (71) 16. Малаві (72) 17. Замбія (74) 18. Уганда (76) 19. Малі (77) 20. Кабо-Верде (82) 21. Бенін (86) 22. Зімбабве (86) 23. ЦАР (89) 24. Сьєрра-Леоне (93) 25. Судан (97) 26. Нігер (98) 27. Ангола (100) 28. Гамбія (100) | 1. Мозамбік (103) 2. ДР Конго (123) 3. Того (123) 4. Ліберія (125) 5. Танзанія (127) 6. Республіка Конго (129) 7. Кенія (130) 8. Руанда (134) 9. Ефіопія (139) 10. Намібія (140) 11. Бурунді (143) 12. Мадагаскар (149) 13. Гвінея-Бісау (151) 14. Екваторіальна Гвінея (155) 15. Чад (158) 16. Есватіні (169) 17. Коморські Острови (175) 18. Лесото (184) 19. Еритрея (188) 20. Сомалі (191) 21. Джибуті (194) 22. Маврикій (195) 23. Сейшельські Острови (199) 24. Сан-Томе і Принсіпі (без рейтингу) |

## Перший раунд
24 гірші команди за рейтингом ФІФА (що займали місця 29-52 серед учасників) на липень 2011 року розбилися на пари і провели по матчу на полі кожного із суперників. Переможці вийшли до другого раунду. Матчі відбулися 11 і 15 листопада 2011 року. Жеребкування першого та другого раундів пройшло в Ріо-де-Жанейро 30 липня 2011 року. Перший кошик для жеребкування складали команди на 29-40 місцях рейтингу, другий — на 41-52 місцях. Перші матчі пройшли на полях більш слабких команд.
| Команда 1            | Заг.    | Команда 2        | 1-й матч | 2-й матч |
| -------------------- | ------- | ---------------- | -------- | -------- |
| Сейшельські Острови  | 0–7     | Кенія            | 0–3      | 0–4      |
| Гвінея-Бісау         | 1–2     | Того             | 1–1      | 0–1      |
| Джибуті              | 0–8     | Намібія          | 0–4      | 0–4      |
| Маврикій             | авт.    | Ліберія          | —        | —        |
| Коморські Острови    | 1–5     | Мозамбік         | 0–1      | 1–4      |
| Екваторіальна Гвінея | 3–2     | Мадагаскар       | 2–0      | 1–2      |
| Сомалі               | 0–5     | Ефіопія          | 0–0      | 0–5      |
| Лесото               | 3–2     | Бурунді          | 1–0      | 2–2      |
| Еритрея              | 2–4     | Руанда           | 1–1      | 1–3      |
| Есватіні             | 2–8     | ДР Конго         | 1–3      | 1–5      |
| Сан-Томе і Принсіпі  | 1–6     | Республіка Конго | 0–5      | 1–1      |
| Чад                  | 2–2 (a) | Танзанія         | 1–2      | 1–0      |

## Другий раунд
12 переможців першого раунду та 28 найкращих за рейтингом команд були розбиті на 10 груп по 4 команди і грали за коловою системою в два кола. Переможці груп вийшли до третього раунду. Матчі проводилися з 1 червня 2012 по 10 вересня 2013 років. Склади кошиків для жеребкування:
| Кошик 1                                                                                          | Кошик 2                                                                                      | Кошик 3                                                                                    | Кошик 4 |
| ------------------------------------------------------------------------------------------------ | -------------------------------------------------------------------------------------------- | ------------------------------------------------------------------------------------------ | --- |
| Кот-д'Івуар · Єгипет · Гана · Буркіна-Фасо · Нігерія · Сенегал · ПАР · Камерун · Алжир · Туніс · | Габон · Лівія · Марокко · Гвінея · Ботсвана · Малаві · Замбія · Уганда · Малі · Кабо-Верде · | Бенін · Зімбабве · ЦАР · Сьєрра-Леоне · Судан · Нігер · Гамбія · Ангола · Кенія† · Того† · | Намібія† · Ліберія† · Мозамбік† · Екваторіальна Гвінея† · Ефіопія† · Лесото† · Руанда† · ДР Конго† · Республіка Конго† · Танзанія† · |

† Переможці першого раунду, про яких не було відомо під час жеребкування

### Групи

#### Група A
| М  | Команда  | І | В | Н | П | МЗ | МП | РМ | О  |
| -- | -------- | - | - | - | - | -- | -- | -- | -- |
| 1. | Ефіопія  | 6 | 4 | 1 | 1 | 8  | 6  | +2 | 13 |
| 2. | ПАР      | 6 | 3 | 2 | 1 | 12 | 5  | +7 | 11 |
| 3. | Ботсвана | 6 | 2 | 1 | 3 | 8  | 10 | −2 | 7  |
| 4. | ЦАР      | 6 | 1 | 0 | 5 | 5  | 12 | −7 | 3  |

#### Група B
| М  | Команда              | І | В | Н | П | МЗ | МП | РМ | О  |
| -- | -------------------- | - | - | - | - | -- | -- | -- | -- |
| 1. | Туніс                | 6 | 4 | 2 | 0 | 13 | 6  | +7 | 14 |
| 2. | Кабо-Верде           | 6 | 3 | 0 | 3 | 9  | 7  | +2 | 9  |
| 3. | Сьєрра-Леоне         | 6 | 2 | 2 | 2 | 10 | 10 | 0  | 8  |
| 4. | Екваторіальна Гвінея | 6 | 0 | 2 | 4 | 6  | 15 | −9 | 2  |

#### Група C
| М  | Команда     | І | В | Н | П | МЗ | МП | РМ  | О  |
| -- | ----------- | - | - | - | - | -- | -- | --- | -- |
| 1. | Кот-д'Івуар | 6 | 4 | 2 | 0 | 15 | 5  | +10 | 14 |
| 2. | Марокко     | 6 | 2 | 3 | 1 | 9  | 8  | +1  | 9  |
| 3. | Танзанія    | 6 | 2 | 0 | 4 | 8  | 12 | −4  | 6  |
| 4. | Гамбія      | 6 | 1 | 1 | 4 | 4  | 11 | −7  | 4  |

#### Група D
| М  | Команда | І | В | Н | П | МЗ | МП | РМ  | О  |
| -- | ------- | - | - | - | - | -- | -- | --- | -- |
| 1. | Гана    | 6 | 5 | 0 | 1 | 18 | 3  | +15 | 15 |
| 2. | Замбія  | 6 | 3 | 2 | 1 | 11 | 4  | +7  | 11 |
| 3. | Лесото  | 6 | 1 | 2 | 3 | 4  | 16 | −12 | 5  |
| 4. | Судан   | 6 | 0 | 2 | 4 | 4  | 14 | −10 | 2  |

#### Група E
| М  | Команда      | І | В | Н | П | МЗ | МП | РМ | О  |
| -- | ------------ | - | - | - | - | -- | -- | -- | -- |
| 1. | Буркіна-Фасо | 6 | 4 | 0 | 2 | 7  | 4  | +3 | 12 |
| 2. | Конго        | 6 | 3 | 2 | 1 | 7  | 3  | +4 | 11 |
| 3. | Габон        | 6 | 2 | 1 | 3 | 5  | 6  | −1 | 7  |
| 4. | Нігер        | 6 | 1 | 1 | 4 | 6  | 12 | −6 | 4  |

#### Група F
| М  | Команда | І | В | Н | П | МЗ | МП | РМ | О  |
| -- | ------- | - | - | - | - | -- | -- | -- | -- |
| 1. | Нігерія | 6 | 3 | 3 | 0 | 7  | 3  | +4 | 12 |
| 2. | Малаві  | 6 | 1 | 4 | 1 | 4  | 5  | −1 | 7  |
| 3. | Кенія   | 6 | 1 | 3 | 2 | 4  | 5  | −1 | 6  |
| 4. | Намібія | 6 | 1 | 2 | 3 | 2  | 4  | −2 | 5  |

#### Група G
| М  | Команда  | І | В | Н | П | МЗ | МП | РМ | О  |
| -- | -------- | - | - | - | - | -- | -- | -- | -- |
| 1. | Єгипет   | 6 | 6 | 0 | 0 | 16 | 7  | +9 | 18 |
| 2. | Гвінея   | 6 | 3 | 1 | 2 | 13 | 8  | +5 | 10 |
| 3. | Мозамбік | 6 | 0 | 3 | 3 | 2  | 10 | −8 | 3  |
| 4. | Зімбабве | 6 | 0 | 2 | 4 | 4  | 9  | −5 | 2  |

#### Група H
| М  | Команда | І | В | Н | П | МЗ | МП | РМ | О  |
| -- | ------- | - | - | - | - | -- | -- | -- | -- |
| 1. | Алжир   | 6 | 5 | 0 | 1 | 13 | 4  | +9 | 15 |
| 2. | Малі    | 6 | 2 | 2 | 2 | 7  | 7  | 0  | 8  |
| 3. | Бенін   | 6 | 2 | 2 | 2 | 8  | 9  | −1 | 8  |
| 4. | Руанда  | 6 | 0 | 2 | 4 | 3  | 11 | −8 | 2  |

#### Група I
| М  | Команда  | І | В | Н | П | МЗ | МП | РМ | О  |
| -- | -------- | - | - | - | - | -- | -- | -- | -- |
| 1. | Камерун  | 6 | 4 | 1 | 1 | 8  | 3  | +5 | 13 |
| 2. | Лівія    | 6 | 2 | 3 | 1 | 5  | 3  | +2 | 9  |
| 3. | ДР Конго | 6 | 1 | 3 | 2 | 3  | 3  | 0  | 6  |
| 4. | Того     | 6 | 1 | 1 | 4 | 4  | 11 | −7 | 4  |

#### Група J
| М  | Команда | І | В | Н | П | МЗ | МП | РМ | О  |
| -- | ------- | - | - | - | - | -- | -- | -- | -- |
| 1. | Сенегал | 6 | 3 | 3 | 0 | 9  | 4  | +5 | 12 |
| 2. | Уганда  | 6 | 2 | 2 | 2 | 5  | 6  | −1 | 8  |
| 3. | Ангола  | 6 | 1 | 4 | 1 | 8  | 6  | +2 | 7  |
| 4. | Ліберія | 6 | 1 | 1 | 4 | 4  | 10 | −6 | 4  |

## Третій раунд
10 переможців другого раунду були розбиті на пари та провели по матчу на полі кожного з суперників. Переможці кваліфікувалися до фінального турніру чемпіонату світу. Матчі пройшли 11-15 жовтня і 15-19 листопада 2013 року.

Жребкування фінального раунду відбулося 16 вересня 2013 року в штаб-квартирі КАФ у Каїрі. Кошики посіву були визначені на основі вересневого (2013) рейтингу ФІФА.

| Сіяні                                                                        | Несіяні                                                                             |
| ---------------------------------------------------------------------------- | ----------------------------------------------------------------------------------- |
| 1. Кот-д'Івуар (19) 2. Гана (24) 3. Алжир (28) 4. Нігерія (36) 5. Туніс (46) | 1. Єгипет (50) 2. Буркіна-Фасо (51) 3. Камерун (61) 4. Сенегал (66) 5. Ефіопія (93) |

| Команда 1    | Заг.    | Команда 2 | 1-й матч | 2-й матч |
| ------------ | ------- | --------- | -------- | -------- |
| Кот-д'Івуар  | 4:2     | Сенегал   | 3:1      | 1:1      |
| Ефіопія      | 1:4     | Нігерія   | 1:2      | 0:2      |
| Туніс        | 1:4     | Камерун   | 0:0      | 1:4      |
| Гана         | 7:3     | Єгипет    | 6:1      | 1:2      |
| Буркіна-Фасо | 3:3 (ч) | Алжир     | 3:2      | 0:1      |

## Бомбардири
5 голів
| - Іслам Слімані |

4 голи
| - Саладін Саїд - Мохамед Абутріка | - Мохамед Салах | - Трезор Мпуту |

3 голи
| - Еміліо Нсуе - Хувеналь - Джентаег Кебеде | - Денніс Олієч - Саломон Калу - Діко Калуїтука | - Лазарус Каїмбі |  |